# ジョルジャ・ブロンツィーニ
ジョルジャ・ブロンツィーニ（Giorgia Bronzini、1983年8月3日 - ）は、イタリア、ピアチェンツァ出身の自転車競技選手。

## 経歴
ロードレースとトラックレースの兼用選手。
2001年
- ジュニア世界選手権自転車競技大会、ポイントレース 優勝。
- 欧州選手権・ジュニア部門、ポイントレース 優勝。

2002年、欧州選手権・U23部門、ポイントレース 優勝。
2005年
- ジロ・デ・イタリア (女子) 区間3勝。
- ルント・ウム・ディー・ニュルンベルガー・アルトシュタット 優勝

2006年
- UCIトラックワールドカップ2005-2006 ロサンゼルス・ポイントレース 優勝
- UCIトラックワールドカップ2006-2007 モスクワ・ポイントレース 優勝

2007年
- ロンド・ファン・ドレンテ 優勝
- 世界選手権・個人ロードレース 3位

2008年
- UCIトラックワールドカップ2007-2008 シドニー・ポイントレース 優勝
- マイスターシャフト・フォン・チューリッヒ（チューリッヒ選手権） 優勝
- トロフェ・ドール・フェミナン 区間4勝

2009年
- トラック世界選手権・ポイントレース 優勝
- グラン・カラコル・デ・ピスタ 総合優勝&区間5勝

2010年
- 世界選手権・個人ロードレース 優勝
- UCIトラックワールドカップ2010-2011 カリ・ポイントレース 優勝

2011年
- トラック世界選手権・ポイントレース 3位
- 世界選手権・個人ロードレースでは、残り約3km地点で発生した、先頭を走るクララ・ヒューズの落車の影響を切り抜け、スザンヌ・ユンスコック以来となる、同大会同種目2連覇を達成した。

2012年
- ロンドン五輪・個人ロード 5位

2013年
- トラック世界選手権・ポイントレース 3位